# Dragan Bulič
Dragan Bulić, slovenski glasbeni urednik, * 22. julij 1949, Ljubljana.
Je upokojeni glasbeni urednik na Radiu Slovenija. Svojo voditeljsko pot je pričel pri Radiu Študent, kmalu zatem pa je odšel k Valu 202. Dolga leta je na TV Slovenija vodil glasbeno oddajo Sobotna noč, kjer so koncertirali mnogi znani glasbeni izvajalci domače scene. Od 2002 do upokojitve julija 2014 je bil glasbeni urednik na 1. programu Radia Slovenija.
Na Viktorjih 2009 je prejel viktorja za življenjsko delo.